# Bernhard Möllers
Bernhard Möllers (* 26. Januar 1878 in Diedenhofen, Reichsland Elsass-Lothringen; † 1. Mai 1945 in Berlin) war ein deutscher Bakteriologe und Hygieniker.

## Leben
Nach dem Abitur in Diedenhofen studierte Möllers von 1896 bis 1901 an der Kaiser-Wilhelms-Akademie für das militärärztliche Fortbildungswesen in Berlin. Er wurde Mitglied der Pépinière-Corps Suevo-Borussia (1897) und Saxonia (1907). 1902 wurde er approbiert und zum Dr. med. promoviert.
Anschließend diente er in der Preußischen Armee 17 Jahre lang als aktiver Sanitätsoffizier, zuerst als Assistenzarzt in Saarburg, dann ab 1904 beim 2. Garde-Ulanen-Regiment in Berlin. 1905 zum Oberarzt befördert, wurde er 1908 an das Preußische Institut für Infektionskrankheiten kommandiert. Dort war er der letzte persönliche Assistent von Robert Koch. 1910 zum Stabsarzt befördert und dem Grenadier-Regiment „König Friedrich der Große“ (3. Ostpreußisches) Nr. 4 in Rastenburg (Ostpreußen) zugewiesen, blieb er auch nach Kochs Tod weiter zum Institut für Infektionskrankheiten abkommandiert. Er schrieb mehr als 200 Publikationen und zehn große Handbuch-Beiträge, vor allem über Tuberkulose, Grippe und andere Infektionskrankheiten. 1913 wurde ihm der Professorentitel verliehen. Zugleich wurde er zum Flieger-Bataillon Nr. 4 in Straßburg versetzt.
Als Hygieniker des XV. Armee-Korps habilitierte er sich im Dezember 1915 bei Paul Uhlenhuth für Hygiene. Im Ersten Weltkrieg war er zuletzt auf dem Rumänischen Kriegsschauplatz eingesetzt. Nach dem Verlust von Elsass-Lothringen und Straßburg wurde er im Oktober 1919 an die Friedrich-Wilhelms-Universität zu Berlin umhabilitiert. Er nahm im November seinen Abschied vom aktiven Heeresdienst und trat – wie viele ehemalige Militärhygieniker – zum Reichsgesundheitsamt über, zuerst als Regierungsrat, seit April 1920 als Oberregierungsrat.
Seit Deutschlands Beitritt zum Völkerbund im Jahre 1926 lieferte er fast jährlich Berichte für das Internationale Gesundheitsjahrbuch des Völkerbundes. Er übernahm die Schriftleitung des Zentralblatts für die gesamte Hygiene (1929) und des Reichsgesundheitsblattes (1932). In der Zeit des Nationalsozialismus vertrat er oft Hans Reiter.

## Veröffentlichungen
- mit Martin Kirchner: Zum Tuberkulose-Gesetz. 1921.
- mit Otto von Schjerning (Hrsg.): Handbuch der ärztlichen Erfahrungen im Weltkrieg.
- Die Grippe mit besonderer Berücksichtigung der großen Weltepidemie 1918. Urban & Schwarzenberg 1918.
- Die Tuberkelbazillen, in: Kolle-Kraus-Uhlenhuth: Handbuch der pathogenen Mikroorganismen. V, 2, 1928.
- Beiträge für: Anton Waldmann und Wilhelm Hoffmann: Lehrbuch der Militärhygiene. 1936.
- Robert Koch, Persönlichkeit und Lebenswerk 1843–1910. 1944, erschienen postum bei Schmorl & von Seefeld Nachf., Hannover 1950.

## Herausgeber
- Gesundheitswesen und Wohlfahrtspflege im Deutschen Reich. 1923
- mit Hans Reiter: Flügge's Grundriß der Hygiene. 1940, GoogleBooks
- mit Hans Reiter (Hrsg.) unter Mitarbeit von Wilhelm Hallbauer: Sammlung deutscher Gesundheitsgesetze.
  - Erb- und Rassenpflege. Wordel, Leipzig 1940.
  - Gesundheitsverwaltung des Großdeutschen Reiches. Wordel, Leipzig 1942.
  - Verhütung und Bekämpfung übertragbarer Krankheiten im Grossdeutschen Reich. Wordel, Leipzig 1944.